# Рафиков, Искандер Валиуллович
Искандер Валиуллович Рафиков (5 октября 1929 года, Казань, Татарская АССР, РСФСР, СССР — 1 октября 2018 года, , Республика Татарстан, Российская Федерация) — советский и российский татарский художник. Народный художник Российской Федерации (2007), заслуженный деятель искусств Российской Федерации (2000). Народный художник Татарской АССР (1980), заслуженный деятель искусств Татарской АССР (1990). Лауреат Государственной премии Республики Татарстан имени Габдуллы Тукая (2002).

## Биография
Родился 5 октября 1929 года в Казани
В 1949 году — окончил Казанское художественное училище.
В 1955 году — окончил отделение станковой живописи под руководством Я. Тилбергса в Академии художеств Латвийской ССР (Рига).
С 1956 по 1967 годы — преподавал в Казанском художественном училище.
С 1967 по 2010 годы — преподавал в Казанском архитектурно-строительном университете.
В 1964 году — принят в члены Союза художников СССР.
Искандер Валиуллович Рафиков умер 1 октября 2018 года.
Автор более 400 картин.

## Награды
- Почётное звание «Народный художник Российской Федерации» (2007 год) — за большие заслуги в области искусства[1].
- Почётное звание «Заслуженный деятель искусств Российской Федерации» (2000 год) — за заслуги в области искусства[2].
- Государственная премия Республики Татарстан имени Габдуллы Тукая (2002 год) — за создание серии образов татарской женщины в картинах «Девчата», «Скорбь матери», «В годы войны», «В гости», «Булгарская царевна», «Сююмбике — ханбике», «Портрет председателя сельсовета Мотыгуллиной», «Портрет народной артистки ТАССР Г. Болгарской», «Портрет народной артистки РСФСР М. Рахманкуловой»[3].